# Accident de radiothérapie de Columbus
Le Columbus radiotherapy accident, aussi connu sous le nom de Riverside radiation case est un accident de radiothérapie survenu entre 1974 et 1976 à Columbus en Ohio et ayant eu comme conséquence la mort de 10 patients.

## Contexte

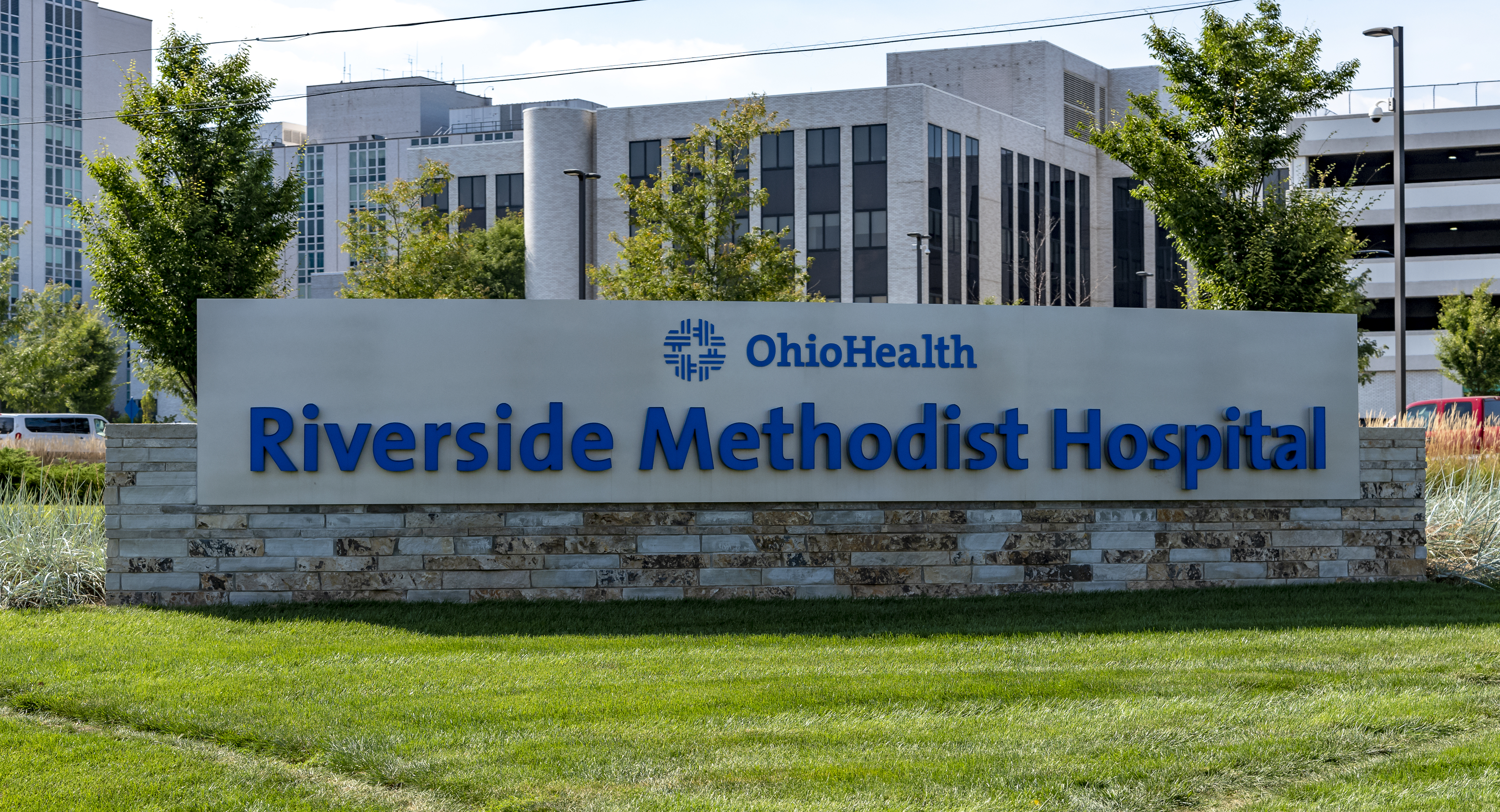
Le Riverside Methodist Hospital

Entre 1958 et 1972, le Riverside Methodist Hospital (en) à Columbus en Ohio est devenu le premier hôpital à développer la thérapie par le cobalt-60. En 1973, Joel Axt, 30 ans, a été embauché par l'hôpital en tant que médecin résident, dans le cadre d'un plan visant à étendre davantage le programme de radiothérapie de l'hôpital. Axt était auparavant enseignant à l'Université Xavier de Louisiane et avait une expérience clinique au centre médical de l'Université de Californie, bien que son expérience n'était alors que de 14 mois et n'était pas suffisante pour se qualifier pour la certification de l'American Board of Radiology. Après son arrivée, il a dû « reconstruire le programme des rayonnements de Riverside presque à partir de zéro », car les médecins sous contrats précédents avaient retiré tout leur équipement.

## L'incident
En 1974, Axt calibre l'appareil de thérapie au cobalt-60 de façon incorrecte. La courbe de paramètre n'était pas adaptée à la source, conduisant à une dose sous-estimée entre 10 et 45%  et à une durée de traitement surestimée,. Aucun autre contrôle de calibration n'a été réalisé entre mai 1974 et janvier 1976. Axt a imputé ultérieurement ce manque de contrôle à ses autres responsabilités et aux projets de haute priorité de l'hôpital. En janvier 1976, des patients s'étaient plaints de ce qui pouvait être des symptômes de sur-irradiation. Un radiologue a alors demandé à Axt de faire des mesures de l'installation, ce qui a mis en évidence l'erreur commise par Axt, et le réglage de la radiothérapie a été corrigé. En mars, l'hôpital a demandé à une équipe externe du centre de cancérologie Anderson d'analyser l'incident. Quand celui-ci a été révélé au public en avril 1976, la commission de régulation commence ses propres investigations.

## Conséquences
Pendant une période de 22 mois, 426 patients ont reçu des doses anormales de radiations. Environ 300 patients sont morts en moins d'une année, surtout à cause de leur cancer préexistant. Sur les 183 patients qui ont survécu à la première année, 88 ont montré des complications sévères relatives à leur irradiation et 10 sont décédés.
Comme conséquence de cet accident, la commission de régulation a publié des recommandations associées à des contraintes de formation, et des procédures d'assurance qualité indispensables pour l'utilisation des machines utilisant du cobalt-60. 102 procès ont été ouverts  par les survivants et les familles des personnes décédées. Axt a été licencié et a disparu, mais il a été plus tard retrouvé à Miami.